# Stara Synagoga w Mysłowicach
Stara synagoga w Mysłowicach – najstarsza znana synagoga w Mysłowicach, wzmiankowana po raz pierwszy w 1751 roku. Zgodnie z przekazem z 1826 roku zlokalizowana była na rogu współczesnych ulic Kołłątaja i Placu Mieroszewskich. Do budynku prowadziła uliczka zwana Synagogengasse (tj. „ul. Do Synagogi”) . Zachowały się szczątkowe fragmenty synagogi oraz wewnętrzny układ budynku, który pełni funkcję świetlicy parafialnej .